# Castell de mota i pati
El castell de mota i pati o castell de mota era una forma primitiva de castell de fusta envoltat d'una palissada, sobre una mota o pujol artificial. Aquesta tècnica constructiva es va difondre a l'entorn de l'any 1000 per molts països predominantment plans, com l'Europa del centre i del nord, però arribà a tenir importància a Occitània, sobretot al Llenguadoc, i també a la Catalunya Nord.
Als Països Catalans i Occitània (principalment al Rosselló i al Llenguadoc), vers l'any 1000, es començaren a construir castells de pedra en lloc de fusta, damunt de munts de terra construïts artificialment a posta per a bastir-hi el castell. El model, tot i partir dels mateixos principis del castell de mota i pati, era sensiblement diferent del model centroeuropeu i nòrdic.

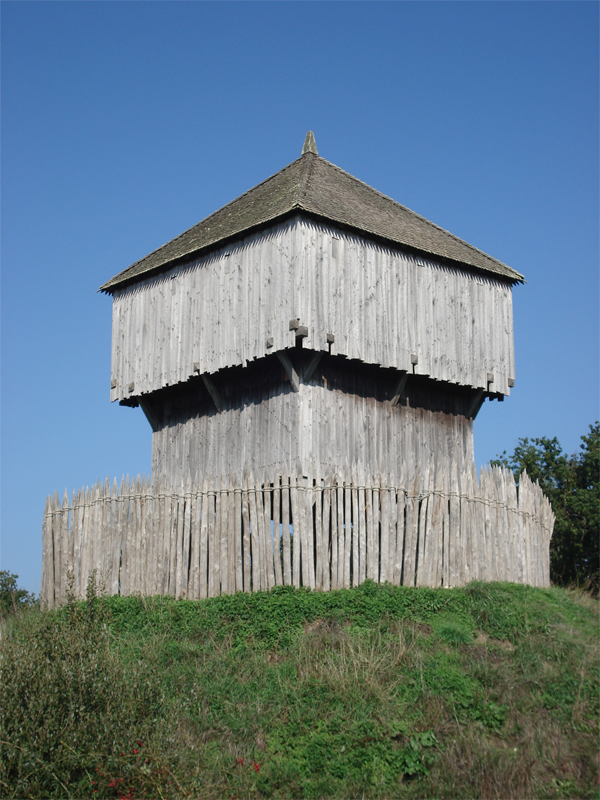
Reconstrucció d'un castell de mota i pati a Saint-Sylvain-d'Anjou

Aquest tipus de construcció defensiva va desenvolupar-se al segle x quan els exèrcits tradicionals eren poc eficaços contra la guerrilla dels vikings i dels sarraïns.
La mota era la part més alta, on vivien el propietari, la seva família i els soldats. El pati era el lloc on es protegien la gent, les collites i les provisions dels voltants en temps de guerra. Una rasa envoltava tota la construcció. La mota és el precursor del castell fortificat. El pati (en francès, la basse-cour o la 'cort baixa'), que literalment era més baixa, tenia també la funció simbòlica de separar la gent noble, elevada, de la població. La combinació d'un castell i d'una masia castral juxtaposats va continuar quan els castells ja van perdre tota la funció militar en esdevenir residència de prestigi o d'estiu.
Abans d'acabar-se l'edat mitjana començaren a caure en desús a causa de la construcció de castells més sòlids i de la fortificació de les viles; així, ja no se'n construïren més d'ençà del segle xiii, i les que encara hi havia foren progressivament abandonades. No queden gaires motes originals: les construccions de sorra i de fusta van desaparèixer en perdre la utilitat militar o van transformar-se en castells fortificats. De vegades, la forma de la mota encara apareix, com al castell de Limbricht als Països Baixos. En altres casos, el castell de mota va desaparèixer gairebé totalment i només sobreviu en la toponímia. La fotografia aèria va permetre d'identificar motes perdudes.

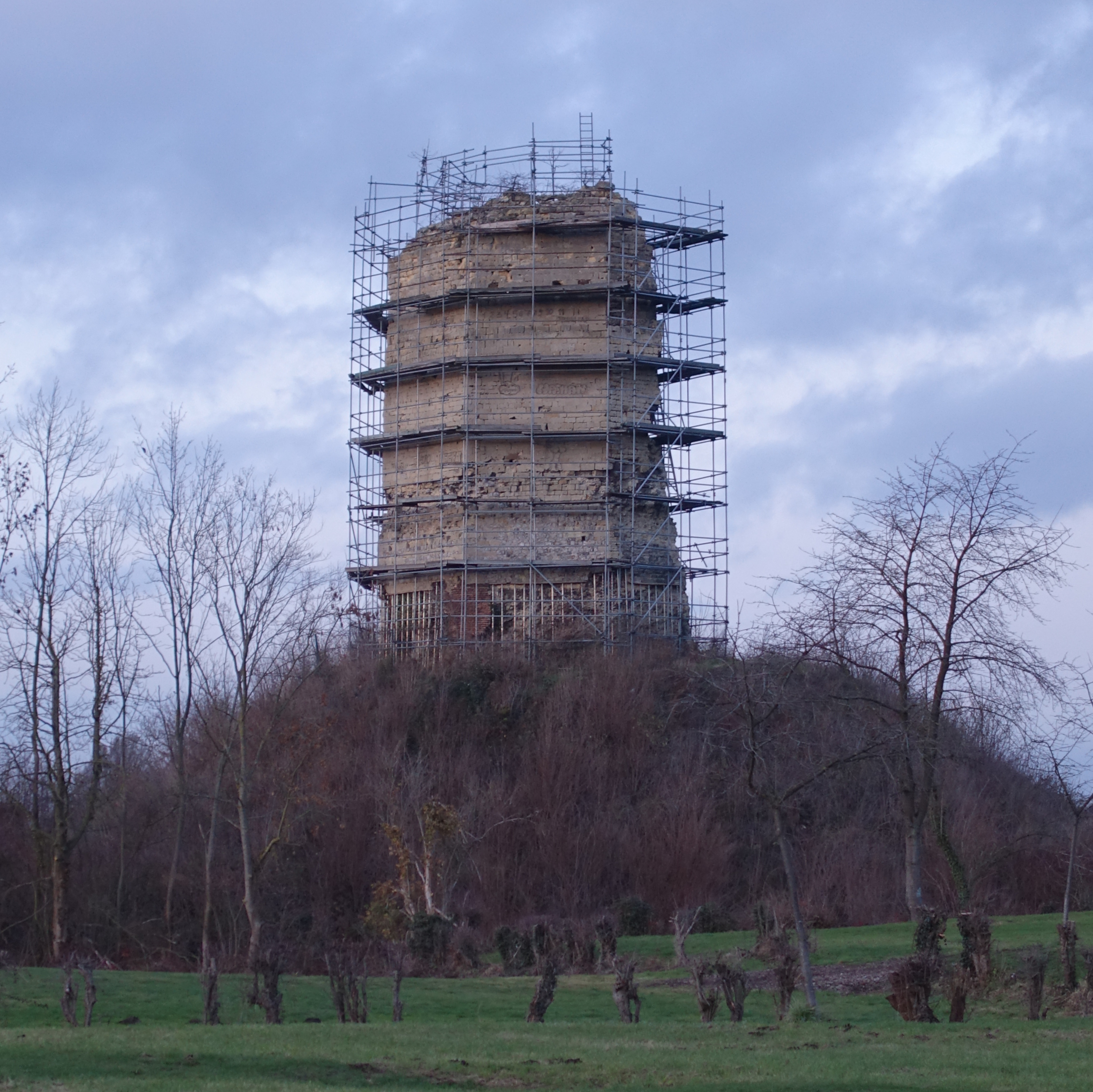
Castell de mota i pati a Brustem a prop de Sint-Truiden (Bèlgica)
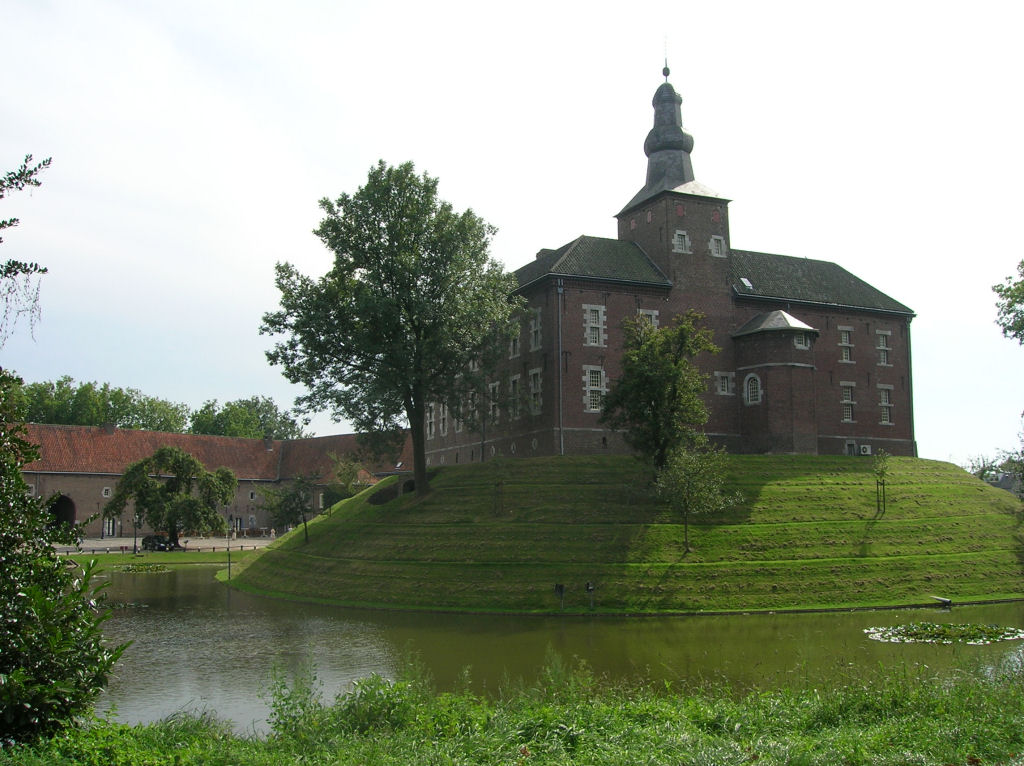
Castell Limbricht a Limburg (Països Baixos)
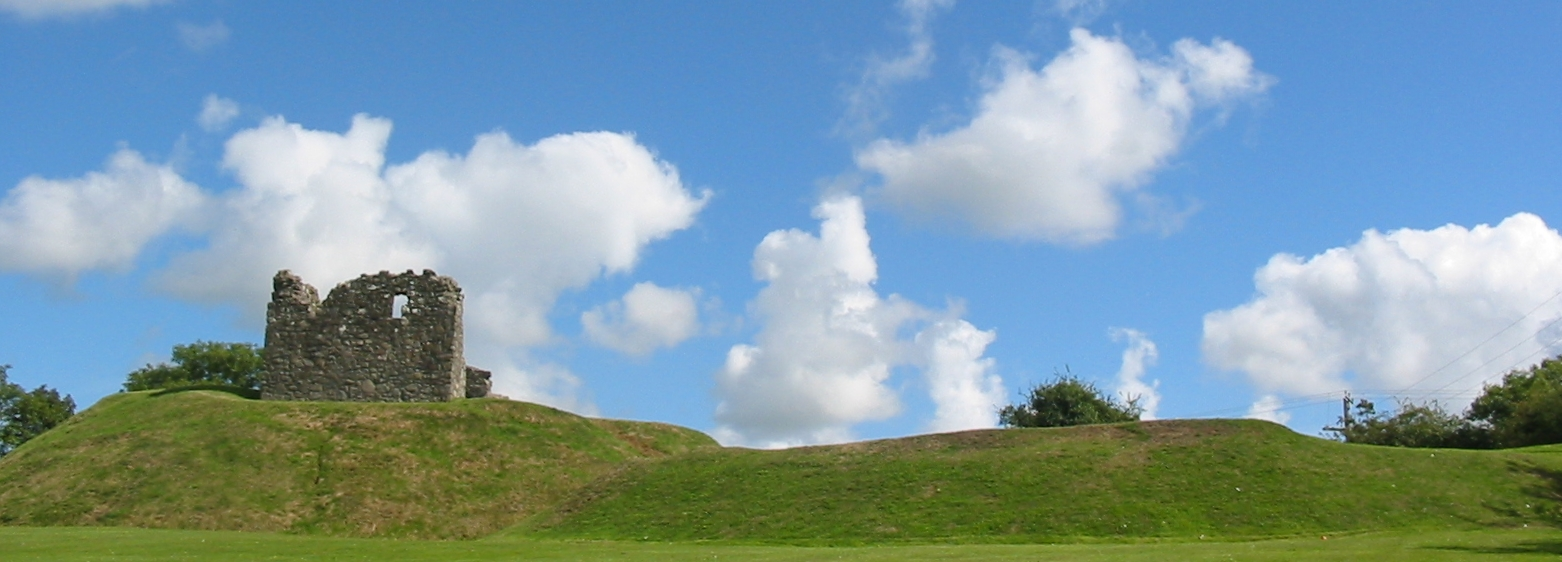
Ruïnes del castell de Clough (Ulster)
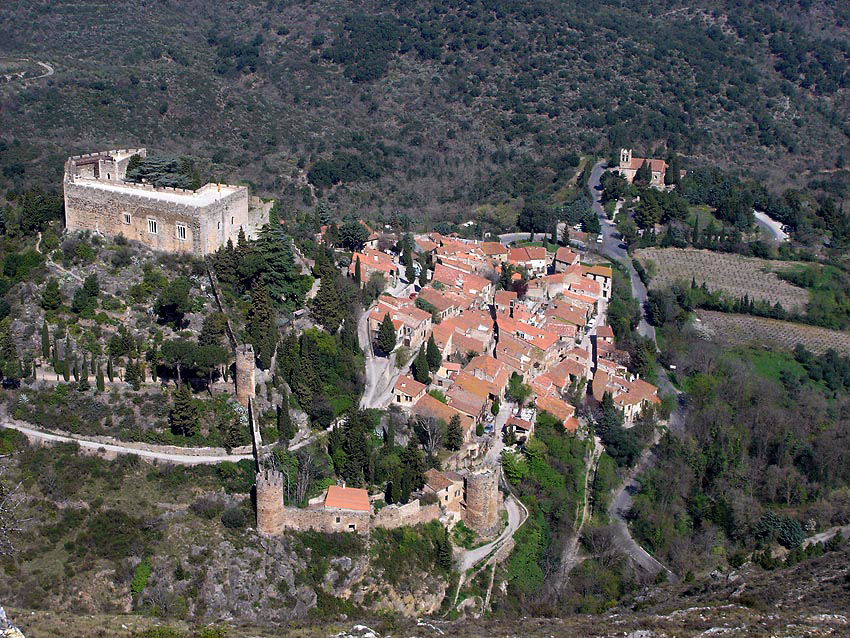
Castellnou dels Aspres (Catalunya Nord)

## Als Països Catalans
En l'actualitat, se'n conserven traces d'algunes, com la Mota de Sant Feliu d'Avall o el Castell del Reart, mentre que d'altres han sofert processos d'aplanament del munt de terra que les formava, habitualment per a usos agrícoles, i han desaparegut del tot, com ara la Mota de la Vila Vella de Banyuls i la Mota de Mossellons. Les motes han deixat força rastres en la toponímia local, tot i que algunes de les motes han rebut tradicionalment el nom de castell. En terres més muntanyoses amb pujols naturals, certs pobles fortificats van desenvolupar-se a l'entorn d'un castell elevat amb la mateixa funció i estructura. A Catalunya, el castell de Castellnou dels Aspres n'és un bell exemple.

### Motes del Rosselló
A la comarca nord-catalana del Rosselló, territori eminentment pla, s'han trobat documentades (en unes quantes s'han trobat vestigis dels murs de la fortificació) les motes següents:
- Mota de la Vila Vella de Banyuls, en el terme de Banyuls dels Aspres
- Força de la Geràrdia, en el terme de Torrelles de la Salanca
- Mota de Juegues, en el terme de Torrelles de la Salanca
- Mota de Mossellons, en el terme de Torrelles de la Salanca
- Castellàs de Peralada, en el terme de Torrelles de la Salanca
- Mota del Puig del Mas, en el terme de Banyuls de la Marenda
- Castell del Reart, en el terme de Bages de Rosselló
- Mota de Sant Feliu d'Avall, en el terme de Sant Feliu d'Avall
- Mota de Vila Muntà, en el terme de Sant Nazari de Rosselló.